# 1983 a vasúti közlekedésben
Ez a szócikk a 1983-ban történt vasúti eseményeket mutatja be.

## Események Magyarországon
- December 19. - Elkészül a Pusztaszabolcs és Sárbogárd közötti 30 kilométer hosszú vasúti pálya villamosítása. (Budapest–Pécs-vasútvonal)[1]